# 守護
守护是日本镰仓幕府和室町幕府设置的武家职位，是以令制国為單位所設置的军事指挥官、行政官。平安時代的追捕使被认为是守护的原型，而至12世紀末，後白河法皇授予源賴朝諸國守护的任免權，承認幕府的軍事權及治安管理權。鎌倉時代守護的主要職責為督促御家人履行大番役及謀反者、殺人者的捜索逮捕（大犯三條）；然而，隨著元日戰爭、日本南北朝、應仁之亂等動亂，守護的權限也跟著擴張。
镰仓时代的守护為守护人奉行（しゅごにんぶぎょう），室町时代為守护职（しゅごしき）。

## 關聯項目
- 守護代
- 文治勅許（日语：文治の勅許）
- 守護領（日语：守護領）
- 守護所（日语：守護所）
- 守護大名
- 守護領國制（日语：守護領国制）
- 半國守護（日语：半国守護）
- 分郡守護（日语：分郡守護）